# Campionati nordici di lotta 2010
I campionati nordici di lotta 2010 si sono svolti a Nykøbing Falster, in Danimarca, il 7 agosto 2010.

## Podi

### Lotta greco-romana
| Evento        | Oro              | Argento            | Bronzo                |
| Fino a 55 kg  | Thomas Rønningen | Anders Rønningen   | Antero Perez Juntunen |
| Fino a 60 kg  | Anar Zeinalov    | Tobias Fonnesbek   | Robin Nilsson         |
| Fino a 66 kg  | Vahab Daneshvar  | Frederik Ekström   | Jarkko Ala-Huikku     |
| Fino a 74 kg  | Mark Madsen      | Valtteri Moisio    | Henri Välimäki        |
| Fino a 84 kg  | Eerik Aps        | Jim Pettersson     | Alo Toom              |
| Fino a 96 kg  | Rami Hietaniemi  | Fredrik Schön      | Antti Hakala          |
| Fino a 120 kg | Taisto Lalli     | Sebastian Lönnborn | Andrus Spiridonov     |